# Rudolf Grob
Rudolf Grob (* 26. April 1890 Diepoldsau; † 13. Mai 1982 in Obermeilen) war ein Schweizer evangelischer Geistlicher und Direktor einer Heilanstalt.

## Leben
Rudolf Grob war der Sohn des gleichnamigen Pfarrers Rudolf Grob und dessen Ehefrau Johanna Julia (geb. Schenkel).
Er immatrikulierte sich 1910 an der Universität Basel und begann ein Theologiestudium, dass er 1913 an der Universität Marburg beendete. Nach Beendigung des Studiums war er anfangs als Vikar tätig.
Von 1914 bis 1953 war er Direktor der Schweizerischen Anstalt für Epileptische in Zürich und als solcher initiierte er, dank einer Schenkung von Louis Dapples vom 1. Juni 1919, ein Knabenheim mit Werkstätten, woraus das 1923 eröffnete Jugendheim Schenkung Dapples entstand. 
1937 gründete er in Greifensee unter dem Namen Schweizerisches Reformiertes Diakonenhaus eine Wohn- und Lebensgemeinschaft, die von der Anstalt für Epileptische ärztlich betreut wurde. In diesem Haus lebten angehende Diakonen und Männer mit Behinderungen gemeinschaftlich zusammen.
Rudolf Grob war verheiratet mit Helene Pauline (geb. Cech). 

### Politisches und kirchliches Wirken
Rudolf Grob war 1928, gemeinsam mit Jean-Marie Musy, Mitgründer der Schweizerischen Vereinigung für wirtschaftliche Solidarität, deren Zielsetzung sich «gegen Klassenkampf und einseitige Interessenpolitik» richtete und die auf die Professionalisierung des politischen Lobbyings im Dienste der Privatwirtschaft und auf die populistische Mobilisierung gegen den Sozial- und Steuerstaat zielte.
Er war ein entschiedener Gegner sozialistischer und gewerkschaftlicher Bestrebungen und von 1933 bis 1936 Mitglied und Mitarbeiter der Bundesobmannschaft des Bundes für Volk und Heimat sowie der Wortführer der schweizerischen Jungreformierten, die im Gegensatz zu den Anhängern von Karl Barth standen. Die Jungreformierten setzten sich auch für die Verbreitung des Heidelberger Katechismus ein, den sie 1929 neu herausgaben und der 1934 vom Zwingli-Verlag übernommen und 1941 im 26.–30. Tausend erschien, allerdings bedienten sich im Kanton Zürich, nach Kirchenratsberichten, 1930 nur 14 Pfarrer dieses Katechismus.
Rudolf Grob gehörte zu den Erstunterzeichnern (zweite Unterschrift) der Eingabe der Zweihundert an den Bundesrat vom 15. November 1940, in dem aus Rücksicht auf Erwartungen des nationalsozialistischen Deutschlands die Ausschaltung der Chefredaktoren führender bürgerlicher Zeitungen der Schweiz sowie die Ausweisung des Völkerbundes aus der Schweiz gefordert wurden.
Nach dem Krieg wurde er wegen seiner Haltung als «Anpasser» stark kritisiert, auch wegen seiner Stellungnahmen in der Reformierten Schweizer Zeitung bzw. in der Freitagszeitung für das reformierte Schweizervolk (1937/1938). Sein Engagement bei der Eingabe der Zweihundert führte auch zu einem innerkirchlichen Konflikt, dessen Höhepunkt im März 1946 in einem Antrag auf Ausschluss aus der Zürcher Kirchensynode gipfelte, der jedoch abgelehnt wurde, allerdings wurde er 1947 nicht erneut gewählt.

### Schriftstellerisches Wirken
Rudolf Grob forderte in Büchern sowie Artikeln in der Reformierten Schweizer Zeitung sowie in der Freitagszeitung für das reformierte Schweizervolk eine Erneuerung der alten Werte der Eidgenossenschaft und polemisierte als Sympathisant des Nationalsozialismus gegen die Gefahren des Materialismus und Marxismus.

## Schriften (Auswahl)
- Briefe über Calvin. Zürich 1918.
- Erneuerung oder Wiederherstellung der Vergangenheit? Verlag der Reformierten Schweizer Zeitung, Elberfeld Buchhandlung des Erziehungsvereins, Basel 1926.
- Thesen zur Sozial-Arbeit der Kirche. Reformierte Schweizer Zeitung, Zürich 1928.
- Der Weg zu bodenständiger Kultur: fünf Vorträge, gehalten an Veranstaltungen des bauernkulturellen Ausschusses der zürcherischen landwirtschaftlichen Organisationen. Bollmann Dr, Zürich 1931.
- Der Christ und die soziale Frage. Buchhandlung der Evangelischen Gesellschaft, Bern 1932.
- Der Bund der Eidgenossen – ein Wagnis des Glaubens. Vita nova Verlag, Luzern 1934.
- Lehrbüchlein der Arbeit. Verlag der Reformierten Schweizer Zeitung, Zürich 1934.
- Zwischen Marxismus und Faschismus: für die Freiheit der Eidgenossenschaft. Reutimann, Zürich 1934.
- Der Kirchenkampf in Deutschland: kurze Geschichte der kirchlichen Wirren in Deutschland von 1933 bis Sommer 1937. Zwingli Verlag, Zürich 1937.
- mit Emil Brunner, Hermann Grossmann: Unser Bekenntnis zu Jesus Christus. Zwingli-Verlag, Zürich 1938.
- Aufbau einer Gemeinschaft Grundzüge einer reformierten Sozialethik. Zwingli-Verlag, Zürich 1940.
- An die Jugend von morgen, an die Herren von gestern. Leemann, Zürich 1941.
- Schlagwort oder Glaube. Rascher Verlag, Zürich 1944.
- Tatsachen gegenüber den Behauptungen des Dr. nat. oec. Arthur Frey vom Evangelischen Pressedienst in Zürich. Zürich 1946.
- Einführung in das Markus-Evangelium. Zwingli Verlag, Zürich 1965.